# 史提芬·彭利拿
史提芬·菲格雷多·彭利拿（葡萄牙語：Stefan Figueiredo Pereira，1988年4月16日－），生於巴西布魯馬杜，巴西裔香港足球運動員，司職前鋒。

## 球會生涯
史提芬彭利拿生於巴西布魯馬杜，於2013年加盟香港甲組足球聯賽球隊公民，在2013年9月1日以1–1賽和橫濱FC香港的聯賽首次上陣便取得加盟後的處子球。史提芬彭利拿於2014年1月4日的聯賽射入奠勝協助公民以1–0擊敗太陽飛馬。其後史提芬彭利拿前往歐洲發展，於2015年1月1日加盟波斯尼亞超級足球聯賽球隊奧林比亞，在2014/15球季為球隊取得7個入球及7次助攻，還為球隊取得波斯尼亞盃冠軍，史提芬彭利拿亦在歐霸盃外圍賽上陣，並與前太陽飛馬射手拉斯錫做隊友。
2016年1月，史提芬彭利拿加盟港超聯球會佳聯元朗，於2016年1月31日以3–1擊敗標準流浪的港超第11輪賽事取得加盟後的首兩個入球，同時令元朗在本季各項比賽中苦戰至第16場終於開齋。季後史提芬彭利拿未獲元朗續約，經過回巴西休息後再重返香港爭取再獲元朗聘約，其後球會會長告訴史提芬彭利拿當巴西籍隊友法比奧轉本地球員身份後有機會再次錄用他，所以他決定留下跟操。
最終獲冠名贊助後的九巴元朗於2016年9月30日透過專頁宣布簽入史提芬彭利拿。在2016年10月16日九巴元朗作客以4–1擊敗R&F富力的聯賽取得當季的首個入球，於2016年11月20日以4–0擊敗標準灝天的聯賽首次在香港大演帽子戲法，至於職業生涯則是第3次。
到完季後，史提芬彭利拿加盟新成立的港超聯球會理文，並在2017年10月28日對夢想FC的菁英盃分組賽，取得加盟後的首個入球，惟最終理文以1–2落敗，結果史提芬彭利拿在各項賽事上陣24場錄得15球，成為隊內神射手。
他於2019年夏天再次加盟香港甲組足球聯賽球隊公民，其後改到香港超級聯賽球隊標準流浪。
2020年6月6日，港超聯球會冠忠南區宣佈簽入前鋒史提芬彭利拿。2023年5月20日，冠忠南區於賽馬會菁英盃決賽2比0擊敗理文，取得升上港超以來首項冠軍，史提芬彭利拿包辦兩個入球。

## 國際賽生涯
2023年12月12日，史提芬彭利拿成功領取香港護照，可以以本地球員身份出戰港超，並可代表港隊。
2023年12月，史提芬彭利拿入選香港隊出戰亞洲盃的決選名單。他於三場小組賽均後備上場。
2025年6月10日，史提芬彭利拿在亞洲盃外圍賽補時十二碼絕殺印度，亦是香港首位在啟德體育園「開齋」的球員。

## 榮譽
公民
- 賀歲盃冠軍（2014）

理文
- 香港菁英盃冠軍（2018–19）

冠忠南區
- 香港菁英盃冠軍（2022–23, 2024–25）

奧林比亞
- 波士尼亞盃冠軍（2014–15季度）

## 外部連結
- 香港足球總會網頁球員註冊資料 （页面存档备份，存于）